# 133250 Rubik
A 133250 Rubik (ideiglenes jelöléssel 2003 RK8) a Naprendszer kisbolygóövében található aszteroida. Sárneczky Krisztián és Sipőcz Brigitta fedezte fel 2003. szeptember 5-én.
Nevét Rubik Ernő építész, tervező, feltalálóról, számos logikai játék, köztük a világhírű Bűvös kocka megalkotójáról kapta.